# Erik Aas Vestergaard
Erik Aas Vestergaard (14. april 1933 i Nykøbing Mors-17. december 2012 i Meriden, Connecticut, USA) var en dansk atlet (trespring).
Aas Vestergaard vandt 1956 det danske meterskab i trespring med 14,07 meter, to år tidligere blev det til en bronzemedalje i samme disciplin. Han var med i fem landskampe.
Aas Vestergaard kom fra Nykøbing Mors men flyttede til København i midten af 1950'erne og gik da med i Københavns Idræts Forening.
Aas Vestergaard emigrerede i 1950'erne til USA, hvor han blev gift med Liselotte Macher, fra Klagenfurt i Østrig som han havde mødt på World Games i New York. De boede først i Rye, New York og fra 1966 i Meriden, Connecticut, hvor han fik arbejde på Seven Up bottling Company, Kaye's Pharmacy and Grand Union og gik i 1998 på pension fra Goss and DeLeeuw Machine Company i Kensington, Connecticut.

## Danske mesterskaber
- Guld 1956 Trespring 14,07
- Bronze 1954 Trespring 13,56

## Personlig rekord
- Trespring: 14,07 1956
- Længdespring: 6,24 1956